# پائول الکساندر
پل ریچارد الکساندر (۳۰ ژانویه ۱۹۴۶ – ۱۱ مارس ۲۰۲۴) یک بازمانده فلج اطفال فلج اهل آمریکا بود. او آخرین مردی بود که در یک ریه آهنی زندگی می‌کرد، او در سال ۱۹۵۲ در سن شش سالگی به فلج اطفال مبتلا شده بود. الکساندر مدرک لیسانس و دکترای حقوق خود را از دانشگاه تگزاس در آستین گرفت و در سال ۱۹۸۶ در کانون وکلا پذیرفته شد. او در سال ۲۰۲۰ خاطرات زندگی خود را منتشر کرد.

## زندگی
الکساندر در ۳۰ ژانویه ۱۹۴۶ در دالاس در خانواده گاس نیکلاس الکساندر، فرزند مهاجران یونانی و دوریس ماری امت لبنانی الاصل به دنیا آمد. او در سن شش سالگی به فلج اطفال مبتلا شدو برای تمام عمر فلج شد. او تنها توانایی تکان دادن سر، گردن و دهان خود را داشت.
طی یک شیوع بزرگ فلج اطفال در ایالات متحده در اوایل دهه ۱۹۵۰، صدها کودک در اطراف دالاس، تگزاس، از جمله الکساندر، به بیمارستان پارکلند منتقل شدند. در آنجا کودکان در بخش ریه‌های آهنی تحت درمان قرار گرفتند. او تقریباً در بیمارستان جان خود را از دست داد، تا یکی از پزشکان متوجه شد که او نفس نمی‌کشد و او را سریع وارد یک ریه آهنی کرد.
او هجده ماه را در بیمارستان گذراند. در هنگام ترخیص، والدینش یک ژنراتور قابل حمل و یک کامیون اجاره کردند تا او و ریه آهنی اش را به خانه بیاورند. با شروع در سال ۱۹۵۴، الکساندر با کمک انجمن مارچ آو دایمز و فیزیوتراپیستی به نام خانم سالیوان، تنفس حلقومی را آموخت که به او اجازه داد تا ریه آهنی را برای زمان بیشتری ترک کند.
الکساندر یکی از اولین دانش‌آموزان مدرسه مستقل دالاس بود. وی آموخت تا به جای نت برداشتن مطالب را بخاطر بسپارد. در سن بیست و یک سالگی، در سال ۱۹۶۷ در کلاس خود به عنوان شاگرد دوم از دبیرستان دبلیو. دبلیو. ساموئل فارغ‌التحصیل شد و اولین فردی بود که از دبیرستان دالاس بدون حضور فیزیکی در کلاس فارغ‌التحصیل شد.
الکساندر بورسیه تحصیلی برای دانشگاه متدیست جنوبی دریافت کرد. او به دانشگاه تگزاس در آستین منتقل شد، جایی که در سال ۱۹۷۸ مدرک لیسانس خود را در رشته حقوق دریافت کرد و سپس در سال۱۹۸۶  دکترای حقوق گرفت. قبل از اینکه در سال ۱۹۸۶ در کانون وکلا پذیرفته شود، او به عنوان مربی اصطلاحات حقوقی برای تند نویسان دادگاه در مدرسه تجاری آستین استخدام شد. او در دادگاه با یک کت و شلوار، بر روی یک صندلی چرخدار تغییر یافته که بدنش را به حالت ایستاده نگه می‌داشت، وکالت می‌کرد.
الکساندر در کتاب رکوردهای جهانی گینس به عنوان فردی که بیشترین زمان زندگی را در یک ریه آهنی سپری کرده‌است به رسمیت شناخته شده‌است.
الکساندر در ژانویه ۲۰۲۴ یک حساب کاربری تیک‌تاک راه اندازی کرد که در آن ویدیوهایی را در مورد زندگی خود منتشر کرد. او در زمان مرگ بیش از ۳۳۰۰۰۰ فالوور داشت.
الکساندر در ۱۱ مارس ۲۰۲۴ در سن ۷۸ سالگی در دالاس درگذشت. اگرچه او در ماه فوریه به دلیل ابتلا به ویروس کووید ۱۹ در بیمارستان بستری شده بود، اما علت واقعی مرگ نامشخص است. او به همراه مارتا لیارد که برای اولین بار در سال ۱۹۵۳ وارد یک ریه آهنی شد، یکی از دو نفر آخری بودند که هنوز از این فناوری استفاده می‌کردند

## کتاب
الکساندر در آوریل ۲۰۲۰ با کمک دوست و پرستار سابقش، نورمن دی. براون، خاطرات خود را با عنوان «سه دقیقه برای یک سگ: زندگی من در یک ریه آهنی» منتشر کرد. اسکندر بیش از هشت سال را صرف نوشتن این کتاب کرد و از یک چوب پلاستیکی و خودکار برای ضربه زدن به صفحه کلید یا با دیکته کردن کلمات به دوستش خاطراتش را ثبت می‌کرد.